# Dolo 1909 Pianiga
La Società Sportiva Dilettantistica Dolo 1909 Pianiga è una società calcistica di Dolo e Pianiga, in provincia di Venezia nata dalla collaborazione nel 2022 (Stagione 2022/2023) tra Dolo 1909 e Gelsi (squadra di Pianiga) che prosegue la storia del Club Sportivo Dolo. La società fu fondata nel 1909 con la denominazione Dolo Foot-ball Club con maglia bianconera
. Nel 1914, con l'affiliazione alla F.I.G.C. e la partecipazione al campionato cadetto, si cambiò il nome in Club Sportivo Dolo con maglia biancogranata. 
| 1909-1913 Divisa Dolo Foot-ball Club |

Successivamente ci furono dei periodi con diverse denominazioni: Club Sportivo Travalin Dolo (dal 1955 al 1958), Autobrenta C.S. Dolo (dal 1968 al 1970),  C.S. Dolo Cera (dal 1970 al 1973), C.S. Dolo Fracasso (dal 1987 al 1988), C.S. Dolo Riviera del Brenta (dal 1991 al 1993), A.S. Nuovo Club Sportivo Dolo (dal 1995 al 2005), Football Club Dilettantistico Dolo - Riviera del Brenta (dal 2005 al 2011), F.C.D. Dolo 1909 (dal 2011 al 2022), S.S.D. Dolo 1909 Pianiga dal 2022.
Avendo militato in Prima Categoria nella stagione 1920-1921, il C.S. Dolo è tra le 155 società (tra cui altre 9 venete: Legnago, Padova, Petrarca Padova, Schio, Venezia, Volontari Venezia, Verona, Bentegodi Verona e Vicenza) ad aver disputato almeno una stagione nella massima serie dal 1898 al 1929 prima dell'istituzione del girone unico (classifica perpetua dal 1898 al 1929). Il C.S. Dolo è tra le 381 società ad aver disputato almeno un'edizione della Coppa Italia con la partecipazione del (1926-1927). Nella statistica regionale del Veneto delle principali società di calcio a 11 maschile attive basata sulla partecipazione nei campionati dei primi 5 livelli, il C.S. Dolo è posizionato in 8a posizione dopo Verona, Vicenza, Padova, Venezia, Chievo, Treviso e Schio. Nella statistica delle squadre partecipanti al campionato di Serie D (massimo campionato dilettantistico con i vari cambi di denominazione), il C.S. Dolo è in 15a posizione con 21 presenze. Escludendo gli ultimi due livelli regionali, ha militato in tutta la piramide calcistica nazionale.
Nella stagione 2024/25 si è classificato al secondo posto nel girone C della Promozione Veneto ottenendo la promozione in Eccellenza con i Play Off vincendo 1-0 lo spareggio contro il Fontanelle, (vincente Play Off girone D).

## Storia della società
1° periodo (1909 - 1915) Dalla fondazione alla prima guerra mondiale
La società fu fondata nel 1909 come Dolo Foot-ball Club su iniziativa dei fratelli Severino e Alberto Cecchi all’interno della polisportiva Club Sportivo Dolo costituita tra il 1908 e il 1909 all’Albergo “Garibaldi”, poi diventata sede del Consorzio Agrario [all'epoca situato via Matteotti] dall’avvocato Alberto Beretta-Facanoni, Giovanni Ferrazzi, Bruno Bozzola, Italo Meneghelli e Giuseppe Pedevilla. I fratelli Severino scoprirono il gioco del calcio durante un soggiorno a casa di un loro zio a Genova.
Gli altri pioneri fondatori furono: Arrigo Gasparini e Ernesto Vulcano (che furono anche i primi due allenatori fino al 1924-1925 e poi anche successivamente) Mario Favretto, Bapi e Marcello Zebellin, Alfredo Ortali e Toni Santello. 
Dopo la ricerca dei giocatori e di un campo regolare in cui giocare, i dirigenti e giocatori acquistarono le scarpe e le prime maglie che furono delle camicie a scacchi bianche e nere con pantaloncini neri con bordo inferiore bianco.
- La prima formazione era composta da Ernesto Chino, Nino Piasentin, Bianchini, Preite, Toni Marino, Colpi, Bottecchia, De Min I°, Saccon, Severino Cecchi e Alberto Cecchi. I giocatori residenti a Dolo erano i fratelli Cecchi, Piasentin e Chino. Il resto della "rosa" che costituì l'ossatura per questo primo periodo era composto da Antonio Novello (altro dolese), gli Zini, i Velludo, un altro Preite e un altro Marino. Altri giocatori furono: Toni Ciach, Pona Poletto, Luciano Segato, Bruno Marcato e qualche altro. Allenatori: Arrigo Gasparini ed Ernesto Vulcano.

Dopo essersi cimentato con buoni risultati con le poche società affermate, nel 1912 il Dolo Foot-ball club partecipa a tornei dilettantistici e nel 1913 si cimenta in impegnative partite con compagini della massima serie. Il 23/11/1913 la partita Dolo - Treviso 2-1 finì per essere annullata e venne ripetuta il 20/12/1913 con il Dolo vittorioso per 10-2 (primo tempo 6-0) con 7 gol di Severino Cecchi. Dopo questa partita si cambiò colore delle maglie da bianconero a biancogranata e il nome della società in Club Sportivo Dolo.
Il C.S. Dolo si iscrive alla F.I.G.C. nel 1914 e nella stagione sportiva 1914-1915 partecipa al campionato di Promozione (secondo livello della piramide calcistica nazionale), e gioca nel girone Veneto con Bentegodi Verona, Treviso e Virtus F.C. di Venezia, arrivando 3º con 6 punti (promosso il Bentegodi).
2° periodo (1919 - 1931) Il "periodo d'oro"
L'epoca è definita "d'oro" perché dal 1919 al 1931 il C.S Dolo milita una volta nella massima Serie, sei volte nel campionato cadetto (II livello corrispondente all'attuale Serie B), quattro volte nel campionato di III livello e una volta nel campionato di IV livello. Alla ripresa dei campionati dopo la sospensione a causa della prima guerra mondiale manca all'appello Pona Poletto caduto al fronte.
- 1919-1920 - II livello - Promozione: 2° posto con 17 punti: ottiene la storica promozione nel primo livello corrispondente alla 1ª Categoria. Formazione tipo: Bastasi, Piasentin, Bianchini, Romanatti, Novello I, De Biasi, De Min, A. Cecchi, Bottecchia, Marcato, S. Cecchi. Allenatori: Arrigo Gasparini ed Ernesto Vulcano.
- 1920-1921 - I livello - Prima Categoria: ultima posizione con 1 punto. Allo spareggio "salvezza" giocato a Padova contro il Treviso (l'ultima classificata dell'altro girone), perderà 5-1. Formazione tipo: Bastasi, Nino Piasentin, Ernesto Chino, Romanatti, Toni Novello, De Biasi, De Min, Berto Cecchi, Bottecchia, Bruno Marcato, S. Cecchi. Allenatori: Arrigo Gasparini ed Ernesto Vulcano.
- 1921-1922 - II livello - Promozione: si qualifica al girone finale che vince con 9 punti in 6 partite, e viene promosso in quella che a seguito del Compromesso Colombo diverrà il secondo livello del calcio italiano (Seconda Divisione). Formazione tipo: Scarpi, Rizzi I, Mason, Romanatti, Novello I, De Biasi, De Min, Ermo I, Novello II, Cecchi II, Cecchi I. Altri partecipanti: Scagliotti, Bonaventura, Bottecchia, Martinello, Piasentin II. Allenatore: Arrigo Gasparini.
- 1922-1923 - II livello - Seconda Divisione (nuova denominazione del campionato cadetto): secondo con 17 punti, a due punti dalla qualificazione al girone finale. Il C.S Dolo segnò 29 gol (miglior attacco) grazie al contributo di Sandro Novello e del goleador Severino Cecchi. Formazione tipo: Ferraro, Rizzi, Piasentin II, Marino, Poletto, Ermo I, Martinello, Novello II, Scagliotti, A. Cecchi, S. Cecchi. Altri partecipanti: Mason, Bonaventura, Bottecchia e Payer. Allenatore: Arrigo Gasparini.
- 1923-1924 - II livello - Seconda Divisione: 2° posto con 17 punti ad un solo punto dalla qualificazione al girone finale. Questa squadra era composta da elementi giovani provenienti dalla formazione riserve per cui erano tutti dolesi ad eccezione di Marino, Bonaventura e Ferraro (padovani). I giocatori "anziani" (trentenni) erano Toni Marino e Severino Cecchi[7]. Altro ottimo attaccante era il centravanti Nekare Vulcano[8]. Formazione tipo: Ferraro, Marcato, Piasentin II, Ermo I, Poletto, Marino, Martinello, Rizzi I, Bonaventura, Rizzi II, S. Cecchi. Altri partecipanti: Mason, Barioli, Ermo II, Vulcano, Medè, Venturini. Allenatore: Arrigo Gasparini.
- 1924-1925 - II livello - Seconda Divisione: 5° posto con 16 punti a solo 3 punti dal terzetto di testa composto da Vicenza, Udinese e Olympia Fiume. Il C.S. Dolo si prenderà grosse soddisfazioni battendo per 5-2 il Vicenza (capolista), l'Udinese (4-1) e il Venezia (2-1). Formazione tipo: Munaron, Rizzi, Piasentin II, Ermo I, Poletto (cap.), Ermo II, Martinello, Novello II, Vulcano, Medè, Mason. Altri partecipanti: Marino e Ferrario. Allenatore: Arrigo Gasparini.
- 1925-1926 - II livello - Seconda Divisione: 10° posto con 17 punti. Ultimo campionato prima della riforma del 1926 con la Carta di Viareggio che portò il calcio verso il professionismo. Come nel campionato precedente Sandro Novello si confermerà marcatore implacabile[9]. Formazione tipo: Munaron, Piasentin, Rizzi I, Ermo II, Poletto, Ermo I, Martinello, Medè, Novello, Tognana, Rizzi II. Altri partecipanti: Marino, Mason, Scarpi R. e Modulo. Allenatore: Boac.
- 1926-1927 - III livello - Seconda Divisione che è diventata il terzo livello del campionato: 9° posto con 14 punti. Le avversarie si rinforzano, il C.S. Dolo mantiene quasi la stessa formazione e talvolta gli manca l'apporto di Vulcano. In questa stagione partecipa alla Coppa Italia. Formazione tipo: Munaron, Rizzi I, Piasentin II, Ermo II, Poletto, Ermo I, Martinello, Medè, Novello II, Tognana, Mason. Altri partecipanti: R. Scarpi, Vulcano, Rizzi II, Rizzi III. Allenatore: Boac.
- 1927-1928 - III livello - Seconda Divisione: 8° posto con 13 punti. Si aggiudica la Coppa Volpi vincendo 3-1 a Mestre contro la Mestrina. Formazione tipo: Munaron, Ermo I, Falconaro, Rizzi III, Poletto, Scarpi II, Medè, Novello II, Vulcano, Rizzi II, Paccagnella. Altri partecipanti: Rizzi I. Allenatore: Arrigo Gasparini.
- 1928-1929 - III livello - Seconda Divisione: 4° posto con 16 punti. Formazione tipo: Zancanaro, Rizzi I, Falconaro, Carli, Ermo I, Ermo II, Medè, Chiocchini, Vulcano, Paccagnella, Rizzi II. Altri partecipanti: Rizzi III. Allenatore: Gino Poletto.
- 1929-1930 - IV livello - Seconda Divisione che è diventata il quarto livello del campionato: 2° posto con 27 punti dopo il Vicenza. Il C.S. Dolo viene ammesso in Prima Divisione (a completamento organici). Alla quart'ultima giornata il C.S. Dolo vinse 9-2 contro il Vicenza con sei reti di Cesare Beretta figlio primogenito dell'avvocato Alberto fondatore e presidente del Club. Formazione tipo: Zancanaro, Rizzi I, Falconaro, Ermo II, Bortoletti, Scanferlini, Medè, Beretta, Vulcano, Paccagnella, Martinello. Altri partecipanti: Colussi, Celeghin, Rizzi II, Stocco. Allenatore: Gino Poletto.
- 1930-1931 - III livello - Prima Divisione. Il C.S. Dolo ritorna quindi al III° livello del campionato e si classifica 12° con 18 punti. Verso la fine del campionato si dà forfait per l'incontro di Carpi: è l'inizio della crisi societaria. Formazione tipo: Zancanaro, Rizzi I, Falconaro, Ermo II, Bortoletti, Scanferlini, Medè, Beretta, Vulcano, Paccagnella, Martinello. Altri partecipanti: Colussi, Celeghin, Rizzi II, Stocco. Allenatore: Gino Poletto.

 3° periodo (1931 - 1944) Il declino per l'avvento del professionismo e gli Arbitri 
Con l'avvento del professionismo la squadra milita in campionati minori (IV e V livello, provinciali, giovanili, dopolavoro "Propaganda"). Nel frattempo quattro protagonisti del "periodo d'oro" passano con successo alla categoria arbitrale: il dirigente, segretario e allenatore Arrigo Gasparini e i giocatori Giuseppe Scarpi, Antonio e Alessandro Novello. Tutti e quattro saranno arbitri in Serie A, B e C.
- 1931-1932 - III livello - Prima Divisione: il C.S. Dolo non portò a termine la stagione, ritirandosi dopo diciotto giornate[11]. Retrocesso in Seconda Divisione. Formazione tipo: Gavagnin, Rizzi I, Falconaro, Giuseppe Piasentin, Poletto, Scanferlini, Martinello, Brunelli, Simonato, Ermo III, Duro (Rizzi III). Allenatore: Gino Poletto.
- 1932-33 - IV livello - Seconda Divisione: 7° posto con 11 punti. Nella stagione successiva rinuncia al campionato F.I.G.C. veneto e si iscrive al campionato provinciale ULIC veneziano. Formazione tipo: Garbo, Giuseppe Piasentin, Canova, Salvagno, Poletto, Schivardi, Gamba, Martinello, Simonato, Ermo III, Galloni. Allenatore: Gino Poletto.
- 1933-34 - Campionato veneziano di 1ª Categoria ULIC. A fine campionato ritorna al regionale ripartendo dalla Terza Divisione.
- 1934-35 - V livello - Terza Divisione veneta - 8° posto con 6 punti. Al termine rinuncia ai campionati regionali e si iscrive alla Sezione Propaganda veneziana. Formazione tipo: Gasparini, Spellanzon, Riato, Martinello, Gorlato, RIzzi, Bertolin, Santon, Beretta, Angi, Bertolin I. Allenatore: Gino Poletto.
- 1935-36 - 8° posto con 3 punti nel girone A della Prima Categoria S.P. veneziana. Formazione tipo: Carrer, Spillare, Canova, Rizzi IV, Duro, Cappello, Bortoluzzi, Chino, Zilli, Ermo III, Bertolin. Allenatore: Gino Poletto.
- 1936-37 - Nessuna attività sportiva ufficiale.
- 1937-38 - 2° posto con 9 punti nel girone B della Sezione Propaganda veneziana. A fine stagione si iscrive al campionato regionale F.I.G.C., ed è ammesso direttamente in Prima Divisione veneta. Formazione tipo: Doni, Spillare, Schiarmit, E. Rizzi, Duro, A. Rizzi, Beretta II, Mioni, Chino, Ermo III, Santon. Allenatore: Arrigo Gasparini.
- 1938-39 - IV livello - Prima Divisione veneta - 5° posto con 22 punti nel girone B della Prima Divisione veneta. Formazione tipo: Carrer, Spillare, Canova, Rizzi, Duro, Cappello, Mioni, Zilli, Ermo, Chino, Bertolin. Allenatore: Arrigo Gasparini.
- 1939-40 - IV livello - Prima Divisione veneta: 5° posto con 16 punti nel girone A della Prima Divisione veneta. 1a formazione tipo: Doni, Spillare, Gomiero, Rizzi IV, Duro, A.Rizzi, Gambillara, De Lazzari, Chino, Mioni, Bertolin. 2a formazione tipo: Baessato, Segato, Bordin, Rizzi, Sissi, Bottazzo, Beretta, Mioni, De Lazzari, Chino, Bertolin. Altri partecipanti: Piatto, Cacco, Chino, Bertolin. Allenatore: Arrigo Gasparini.
- 1940-1945 - Attività sospesa per motivi bellici.

 4° periodo (1945-1973) Alla ricerca del "posto"  
Dopo la fine della seconda guerra mondiale il C.S. Dolo riprende l'attività nella Prima Divisione 1945-46 (IV livello): 3° posto con 22 punti poi promosso d'ufficio in Serie C su ricorso al Consiglio Federale. È considerato il campionato della rinascita. Con solo 9 squadre partecipanti, le presenze e i marcatori non sono presenti nelle statistiche dal 1946 ad oggi. Formazione tipo: Tondini, Pellizzaro, Pettenò, Pizzati, Pozzo, Scaldaferro, Ziliotto, Chino, Olivo, Paccagnella, Cazzagon. Allenatori: Severino Cecchi e Alessandro Novello.
Nel 1946 quindi approdò in Serie C nel 1946, per due campionati, ottenendo un ottavo posto nel 1946-1947 e un quinto posto nel 1947-1948. A seguito della ristrutturazione dei campionati, partecipa ai campionati interregionali e regionali. Milita nei campionati italiani di quarto livello nelle varie denominazioni del tempo (Promozione Interregionale, IV Serie, Interregionale) ininterrottamente dal 1948-1949 al campionato 1958-1959. Al termine di questo 4° periodo (1945-1973), nella stagione 1973-1974 viene promosso nel campionato di quarto livello della serie D ottenendo (come definito da Walter Martire) "il posto" in un confacente contesto agonistico.
 5° periodo - 1974-1984: il semiprofessionismo 
Riprende a militare nei campionati interregionali di quarto livello dal 1974-1975 al 1977-1978 (Serie D) e prosegue la militanza nella Serie D ed Interregionale (diventate quinto livello) dal 1978-1979 al 1983-1984. Nella stagione 1977-1978 sfiora la promozione nella neonata Serie C2 (il nuovo campionato di quarto livello): nell'ultima giornata viene scavalcato in classifica dal Conegliano perdendo per 0-1 in trasferta lo scontro diretto. In questo 5° periodo partecipa nella Stagione 1976-1977 alla Coppa Italia Semiprofessionisti attuale Coppa Italia Serie C.
6° periodo - Dal 1985 ad oggi
Dopo il periodo del semiprofessionismo, il sodalizio milita nelle prime due massime categorie regionali (attuali Eccellenza e Promozione) con solo 2 stagioni nel terzo livello corrispondente alla Prima Categoria regionale. Nella stagione 1991-1992 vince il girone B del campionato di Promozione Veneto ritornando nel massimo campionato regionale dopo 6 stagioni classificandosi nell'anno successivo al quinto posto. Nella stagione successiva retrocede in Promozione. Nella stagione 1997-1998 si classifica 2° nel girone C della Promozione Veneto vincendo a Mirano lo spareggio contro la Vigontina (1-1, 7-6 ai rigori). Vincendo 1-0 lo spareggio promozione a Montebelluna contro la Feltrese (girone D) ritorna dopo 4 anni in Eccellenza dove rimane una stagione. Nella stagione 2004-2005 a causa di una crisi societaria retrocede in Prima Categoria nonostante un girone di ritorno strepitoso. Ai play-out del girone C di Promozione Veneto perde il contro il Bassanelloguizza: sconfitta 0-3 in trasferta e vittoria in casa 2-1. Il sodalizio si riprende prontamente con un doppio salto di categoria dominando il girone F di Prima Categoria 2005-2006, classificandosi secondo nel girone C di Promozione 2006-2007 e vincendo i primi tre turni dei play-off: in casa contro il Fiesso d'Artico (2-1), in casa contro il Gazzera Olimpia Chirignago (4-3) e in trasferta (0-0, 1-1 suppl., 7-6 rigori) contro l'Ardita Moriago (girone D). Contro il Giorgione Calcio 2000, anch'esso già promosso perde in casa la finale "platonica" del quarto turno (3-3, 5-3 supplementari). Dopo 8 anni quindi ritorna in Eccellenza nel girone B e ci rimane per 6 annate. Escludendo la prima stagione, ottiene sempre la salvezza ai Play Out. Nella stagione 2012-2013 retrocede e l'anno successivo vince il girone C di Promozione. Milita nel girone A di Eccellenza una sola annata per poi tornare nel girone C di Promozione per 3 stagioni. Nell'annata 2018-2019 retrocede per la seconda volta in Prima Categoria e l'anno successivo ottiene la promozione essendo primo in classifica a pari merito con Esedra Don Bosco (quartiere Mandria di Padova) quando il campionato viene sospeso per COVID dopo 22 giornate disputate su 30. La prima stagione in Promozione viene sospesa dopo poche giornate causa COVID. Nella stagione 2022-2023 si classifica 3°: vince il primo turno dei play-off in casa contro la Vigontina (0-0, 1-0 suppl.) e in trasferta il secondo turno contro il Galliera (1-0). Il terzo turno non era previsto essendo 5 (dispari) i gironi a causa della riformulazione dopo il Covid. Essendoci solo un posto di ripescaggio viene ammesso in Eccellenza il Favaro 1948 (vincente del Trofeo Veneto di Promozione). Nella stagione 2024-2025 si classifica secondo nel campionato di Promozione e grazie ai 9 punti di vantaggio sulla terza classificata accede direttamente e vince 1-0 contro il Fontanelle il terzo turno dei Play Off ritornando dopo 10 anni nel massimo campionato regionale di Eccellenza.

## Strutture

### Campi sportivi - Stadi
- I primi allenamenti si disputarono nel greto della Brentasecca, zona Arzerini nella frazione di Sambruson[22] [via Brentasecca, strada che collega Sambruson a Lughetto di Campagna Lupia].
- Un primo campo "regolare" (la traversa era una fettuccia di cotone) fu allestito al Capitello a metà strada tra Dolo e Paluello di Strà[23] [situato al termine di via San Giacomo e all'inizio di Via Dolo].
- Il primo campo regolare fu istituito ai Boschetti, sui terreni condotti dalla famiglia Novello[24] [zona di Sambruson situata al termine di via Brusaura e all'inizio di via Villa]. In questo campo il C.S. Dolo disputò il suo primo campionato F.I.G.C. del 1914-15.
- Dopo la fine del primo conflitto mondiale il campo di gioco era situato vicino al centro storico di Dolo in "Strada nuova" dietro le scuole elementari[25] [zona tra via Arino e via Tintoretto]. In questo campo il C.S. Dolo disputò il campionato 1920-21 nella massima Serie.
- Nella primavera inoltrata del 1922 venne inaugurato lo "storico" stadio in Borgo Benedetto Cairoli con una vittoria per 2-1 in amichevole contro il Brescia squadra della massima serie[26]. L'ultima partita in questo campo fu disputata il 26 ottobre 2003: l'A.S. Nuovo Club Sportivo Dolo vinse 3-1 contro la capolista San Paolo (quartiere di Padova, fino a quel momento imbattuta) del girone C di Promozione Veneto[27]. Lo stadio fu poi demolito e si trovava ad est di via Carducci e l'ingresso e la tribuna erano al termine di via Jachia. Altre uscite (utilizzate negli anni 1970 della Serie D) erano in via S.Pio X (dove dietro alla porta c'erano gli spogliatoi e una struttura per ospitare la tifoseria locale) e in via Carducci provenendo da via Cairoli (dove dietro l'altra porta c'era una piccola gradinata). In questo stadio il C.S. Dolo ha giocato per 81 anni.
- Il 9 novembre 2003 fu inaugurato il nuovo e attuale Stadio intitolato al giornalista Walter Martire (nato il 5 ottobre 1924 e scomparso il 5 febbraio 1983) autore del libro C.S. Dolo Story 1909-1979[28]. L'A.S. Nuovo Club Sportivo Dolo esordì nella nuova struttura vincendo 4-0 contro il Noventa Padovana[29].

## Allenatori e presidenti
- Dal 1911 al 1946 sono conteggiate le stagioni e non le presenze in panchina perché in quel periodo si disputavano meno partite essendo minore il numero delle squadre partecipanti nei campionati.
- Classifica dal 1946 aggiornata alla conclusione della Stagione 2024-2025. In grassetto l'attuale allenatore (2025-2026).

| Allenatori dal 1911 al 1946 - 14 stagioni Arrigo Gasparini (1911-1915, 1919-1925, 1927/28, 1937-1940) - 8 stagioni Gino Poletto(1928-1933, 1934-1936) - 6 stagioni Ernesto Vulcano (1911-1915, 1919-1921) - 2 stagioni Boac (1925-1927) - 1 stagione Severino Cecchi (1945/46) Alessandro Novello: (1945/46). | Allenatori con più presenze in panchina dal 1946 - 313 Mario Ravagnan: (1950-1953, 1955-1957, 1959/60, 1961/62, 1963-1966). - 208 Gianni Fagan: (1986-1988, 1994-1998, 2000/01). - 136 Romolo Camuffo: (1975-1979). - 130 Guido Corbelli: (1949/50, 1953-1955, 1958/59) Franco Sartori: (1969/72, 1973-1975, 1984/85) - 124 Francesco Minto: (2008-2012) (2021-2023). - 98 Rodolfo "Rudy" Cimenti: (2001-2005). - 94 Michele Salvagnin: (2005-2008). - 90 Enzo Sabbadin: (1982/83, 1991/92, 1994/94). - 64 Cesare Bianchetto (1948/49) (1957/58) Mauro Gatti (1980-1982) - 62 Pasquale Bettin (2018-2022) - 60 Ernesto Lazzarin (1967-1969) Andrea Stocco (2015-2017) - 58 Matteo Milan (2023-2026) - 48 Danilo Perli (1960/61) (1979/80) - 39 Sebastiano Romano (2011-2013) - 37 Giorgio Vignando (1984-1986) |

- 1911-1915  Arrigo Gasparini - Ernesto Vulcano
- 1919-1920  Arrigo Gasparini - Ernesto Vulcano
- 1920-1921   Arrigo Gasparini - Ernesto Vulcano
- 1921-1922  Arrigo Gasparini
- 1922-1923  Arrigo Gasparini
- 1923-1924  Arrigo Gasparini
- 1924-1925  Arrigo Gasparini
- 1925-1926  Boac
- 1926-1927  Boac
- 1927-1928  Arrigo Gasparini
- 1928-1929  Gino Poletto
- 1929-1930  Gino Poletto
- 1929-1930  Gino Poletto
- 1930-1931  Gino Poletto
- 1931-1932  Gino Poletto
- 1932-1933  Gino Poletto
- 1933-1934 - Campionato giovani ULIC.
- 1934-1935  Gino Poletto
- 1935-1936  Gino Poletto
- 1937-1938  Arrigo Gasparini
- 1938-1939  Arrigo Gasparini
- 1939-1940  Arrigo Gasparini
- 1945-1946  Severino Cecchi - Alessandro Novello
- 1946-1947  Mario Perazzolo (30)
- 1947-1948  Umberto Visentin (30)
- 1948-1949  Cesare Bianchetto (34)
- 1949-1950  Guido Corbelli (32)
- 1950-1951  Giovanni Alberti (18)
 Mario Ravagnan (18)[30]
- 1951-1952  Mario Ravagnan (34)
- 1952-1953  Mario Ravagnan (28)
- 1953-1954  Guido Corbelli (30)
- 1954-1955  Guido Corbelli (34)
- 1955-1956  Mario Ravagnan (34)
- 1956-1957  Mario Ravagnan (34)
- 1957-1958  Cesare Bianchetto (30)
- 1958-1959  Guido Corbelli (34)
- 1959-1960  Mario Ravagnan (30)
- 1960-1961  Danilo Perli (30)
- 1961-1962  Mario Ravagnan (30)
- 1962-1963  Lelio Novello (30)
- 1963-1964  Mario Ravagnan (30)
- 1964-1965  Mario Ravagnan (30)
- 1965-1966  Mario Ravagnan (30)
- 1966-1967  Piero Bacchini (30)
- 1967-1968  Ernesto Lazzarini (30)
- 1968-1969  Ernesto Lazzarini (30)
- 1969-1970  Bruno Quaresima (14)
 Franco Sartori (16)
- 1970-1971  Franco Sartori (30)
- 1971-1972  Franco Sartori (30)
- 1972-1973  Vittorio Bisatto (15) 
 Mario Ravagnan (15)
- 1973-1974  Franco Sartori (30)
- 1974-1975  Franco Sartori (13)
 Antonio Pin (11)
 Franco Callegaro, Giancarlo Tumiati (9)
- 1975-1976  Romolo Camuffo (34)
- 1976-1977  Romolo Camuffo (34)
- 1977-1978  Romolo Camuffo (34)
- 1978-1979  Romolo Camuffo (34)
- 1979-1980  Danilo Perli (18)
 Ivo Cavinato (9)
 Ubaldo Spanio (7)
- 1980-1981  Mauro Gatti (34)
- 1981-1982  Mauro Gatti (30)
- 1982-1983  Enzo Sabbadin (30)
- 1983-1984  Giorgio Bozzato (25) 
 Callegaro (5)
- 1984-1985  Franco Sartori (11)
 Gianni Buson (1)
 Giorgio Vignando (18)
- 1985-1986  Giorgio Vignando (19)
 Gianni Buson (1)
 Fabio Bobbo, Diego Bonavina, Cappellaro, Paolo Pajaro e Ubaldo Stefani (10)
- 1986-1987  Gianni Fagan (30)
- 1987-1988  Gianni Fagan (27) - vice Paolo Ballarin (3)
- 1988-1989  Giorgio Trevisani (15)
 Marin (15)
- 1989-1990  Paolo Ballarin (18)
 Osvaldo Marchiori (12)
- 1990-1991  Paolo Puccio (6)
 Alberto Novelli (24)
- 1991-1992  Enzo Sabbadin (30)
- 1992-1993  Renzo Groppello (30)
- 1993-1994  Enzo Sabbadin (30)
- 1994-1995  Gianni Fagan (30)
- 1995-1996  Gianni Fagan (29) - vice ? (1)
- 1996-1997  Gianni Fagan (30)
- 1997-1998  Gianni Fagan (32)
- 1998-1999  Giuseppe Gazzetta (10) - vice Daniele Sorgato (1)
 Giorgio Bottacin (19)
- 1999-2000  Giovanni Vio (29) - vice Zabeo (1)
- 2000-2001  Gianni Fagan (30)
- 2001-2002  Rodolfo "Rudy" Cimenti (30)
- 2002-2003  Rodolfo "Rudy" Cimenti (30)
- 2003-2004  Rodolfo "Rudy" Cimenti (29) - vice Paolo Pajaro (1)
- 2004-2005  Rodolfo "Rudy" Cimenti (9)
 Denis Musso (23)
- 2005-2006  Michele Salvagnin (30)
- 2006-2007  Michele Salvagnin (34)
- 2007-2008  Michele Salvagnin (30)
- 2008-2009  Francesco Minto (33)
- 2009-2010  Ennio Toffaloni (22) - vice Toffano (1)
 Francesco Minto (11)
- 2010-2011  Francesco Minto (32)
- 2011-2012  Francesco Minto (6)
 Sebastiano Romano (26)
- 2012-2013  Sebastiano Romano (13)
 Stefano Vio (17)
- 2013-2014  Luca Camozzo (28) - vice Luca Martello (3)
- 2014-2015  Andrea Martignon (22)
 Renzo Rocchi (8)
- 2015-2016  Andrea Stocco (30)
- 2016-2017  Andrea Stocco (30)
- 2017-2018  Bruno Pistolato (29) - vice Gianni Simionato (1)
- 2018-2019  Tiziano Mazzucato (5)
 Pasquale Bettin (25)
- 2019-2020  Pasquale Bettin (22)
- 2020-2021  Pasquale Bettin (6)
- 2021-2022  Pasquale Bettin (10)
 Francesco Minto (16)
- 2022-2023  Francesco Minto (26) - vice Marco Zanon (2) - vice Fabio Rado (2)
- 2023-2024  Matteo Milan (28) - vice Roberto Bertolini (2)
- 2024-2025  Matteo Milan (30) - vice Francesco Prete (1)
- 2025-2026  Matteo Milan (stagione in corso)

- 1909-1915  Alberto Beretta-Facanoni
- 1919-1940  Alberto Beretta-Facanoni
- 1945-1946  Bruno Marcato
- 1946-1948  Bruno Marcato
- 1948-1949  Luigi Tito
- 1949-1953  Mario Giobellina
- 1953-1954  Gino Fiorese
- 1954-1955  Amos Fiorese
- 1955-1956  Sponsor Fratelli Travallin
- 1956-1958  Mario Melchiori
- 1958-1959 Comitato speciale presieduto dal sindaco  Riccardo Meneghelli
- 1959-1960  Libero Loi
- 1960-1961  Libero Loi, Gino Gasparini e Franco Cazzuffi
- 1961-1962  Gino Gasparini
- 1962-1964  Ennio Fiorese
- 1964-1965  Mario Giobellina
- 1965-1966  Ennio Fiorese
- 1966-1967  Alberto Meneghelli e Ennio Fiorese
- 1967-1970  Lucio Menegazzo
- 1970-1972  Alberto Meneghelli
- 1972-1973  Giorgio Manente
 Giovanni Cera
- 1973-1975  Giovanni Cera
- 1975-1979  Piero Veggo
- 1979-1984  Angelo Furian
- 1984-1987  Ulisse Moron
- 1987-1989  Silvano Canova
- 1989-1990  Bruno Manente
- 1990-1994  Orlando Minchio
- 1994-1995  Maurizio Russo
- 1995-1999  Ruggero Moron
- 2001-2003  Danilo Delantone
- 2003-2004  Pierluigi Donolato
- 2004-2005  Massimo Brusegan
 Pierluigi Donolato
- 2005-2008  Pierluigi Donolato
- 2008-2009  Gianni Nalesso
- 2009-2017  Moreno Volpe
- 2017-2018  Massimo Rigato
- 2018-2026  Moreno Volpe

## Calciatori
- 12 stagioni:  Rizzi I

- 11 stagioni:  Martinello

- 8 stagioni:  Ermo I  Poletto

- 7 stagioni:  Ermo II  Medè  Rizzi II  Vulcano

- 6 stagioni:  Severino Cecchi  Chino  Mason  Novello II

- 5 stagioni:  Bottecchia  Alberto Cecchi  Duro  Ermo III  Falconaro  Piasentin  Toni Marino

- 4 stagioni:  Bertolin  De Min I  Mioni  Munaron  Paccagnella  Rizzi III  Spillare

- 3 stagioni:  Beretta  Bonaventura  Canova  De Biasi  Bruno Marcato  Toni Novello  Nino Piasentin  Romanatti  E. Rizzi  Scanferlini  Zancanaro

- 2 stagioni:  Bastasi  Beretta II  Bertolin I  Bianchini  Bortoletti  Carrer  Cappello  Celeghin  Ernesto Chino  Colussi  Doni  Ferraro  Giuseppe Piasentin  A. Rizzi  Rizzi IV  Scagliotti  R. Scarpi  Simonato  Stocco  Tognana  Zilli

- 1 stagione:  Angi  Baessato  Barioli  Bordin  Bortoluzzi  Bottazzo  Brunelli  Cacco  Carli  Chiocchini  Colpi  De Lazzari  Ferrario  Galloni  Gamba  Gambillara  Garbo  Gasparini  Gavagnin  Gomiero  Gorlato  Modulo  Piatto  Payer  Preite  Riato  Saccon  Salvagno  Santo  Santon  Giuseppe Scarpi  Scarpi II  Segato  Schiarmit  Schiavardi  Spellanzon  Sissi

- 363 (379) [31]  Pellizzaro I  (1946-1959)
- 358  Majoni Alessandro (1993-2000) (2001-2011)
- 221  Groppi Renzo (1951-1960)
- 219  Scantamburlo Matteo (1998-2001) (2006-2011)
- 216  Ballarin Paolo (1966/67) (1968-1975)
- 210  Zabeo II (Giusto) (1960-1963) (1969-1975)
- 209  Zuanti Joshua  (2008-2014) (2015-2021)
- 200  Cesaro (1960-1967)
- 199  De Zotti (1949-1956)
- 194  Chino Lino (1953-1961) (1963/64)
- 193  Bisso Sergio (1965/66) (1970-1978)
- 192  Buson Gianni (1972-1980)
- 185  Levorato (1957-1962) (1963-1966) (1968/69)
- 180  Ballarin Luca (1988-1996)
- 179  Beneduce Biagio  (2012-2022)
- 178  Lazzari (1961-1963) (1964-1969)
- 173  Fontolan Elia  (2007-2014) (2021/22)
- 171  Rigato Alberto (2014-2026)
- 169  Favaretto Matteo (1996-2000) (2005-2008)
- 165  Menin (1957-1964)
- 160  Dal Corso (1963-1972)
- 158  Bisso Nicola (1992-1996) (2011/12) (2013-2015)
- 158   Salvagnin Michele (1981-1982) (1983-1989)
- 157  Monaco Giorgio (1975-1981)
- 157  Callegaro (1969-1975)
- 155  Zampieri Luigi (1990-1997)
- 152  Sartorel (1964-1971)
- 152  Caberlotto (1948-1953)
- 151  Ruffato Christian (1992/93) (1994-1996) (1997-1999) (2001-2005)
- 150  Bigatello Giovanni "Boega" (1949-1953) (1957-1962)
- 146  Bondi (1953-1959)
- 142  Fabris Tomas (2002-2008)
- 141  Gelain Giancarlo (1975-1980)
- 140  Inio (1951-1955) (1956-1959)
- 139  Memmo David (2010-2013) (2014-2017) (2024/25)
- 138  Ercolin Fabio (1984-1989)
- 136  Bobbo Sergio (1979-1981) (1984-1988
- 135  Stevanato Daniele (1984-1991)
- Giacomello (1984-1989)
- 135  Marcello Silvano (1996-2001)
- 134  Tozzato Paolo (1988-1993) (1994-1998)
- 134  Trevisani Giorgio (1969-1974)
- 133  Dal Bianco (1976-1979)
- 130  Nalon Sebastiano (2002-2008)
- 125  Mariani (1950-1952) (1954-1956)
- 125  Ronchin Simone (2007-2012)
- 125  Stefani Ubaldo (1980-1982) (1984-1986)
- 123  Paccagnella (1946-1948) (1949-1952)
- 123  Cesarato Matteo (1993-1997)
- 122  Pistolato Edoardo (1996-1998) (1999-2001)
- 118  Benetti Mattia (2005-2011)
- 117  Boldrin Umberto (1990-1992) (1997-2002)
- 117  Scantamburlo Mario detto "Loris" (1969-1973)
- 116  Cagnin Alberto (1980-1983)
- 116  Munaretto Giuseppe (2003-2009)
- 115  Zamengo Massimo (1981-1985) (1994-1997)
- 115  Poletto Michele (1980-1987)
- 113  Marchetti (1947-1951)
- 113  Tonin Alessandro (1995-2000)
- 110  Seffusati (1949/50) (1951-1954)
- 109  Gusso (1959-1963)
- 108  Silvestrini Andrea (2000-2004)
- 106  Segalina Simone (1988-1994)
- 105  Trevisanato (1959-1963)
- 105  Rasula Danilo (2006-2008) (2011-2013)
- 104  Poletto (1947-1949) (1951/52) (1953-1956) (1958-1961)
- 103  Serena (1955-1959)
- 103  Giolo (1971-1975)
- 102  Danesin (1962-1966)
- 101  Tumiati Giancarlo (1973-1977)
- 101  Caco Francesco  (2011-2014) (2022-2024)
- 101  Favaretto Renzo (1968-1973)
- 100  Birello (1956-1959) (1960-1964)

- 82  De Zotti (1949-1956)
- 72  Marchetti (1947-1951)
- 63  Bisso Nicola (1992-1996) (2011/12) (2013-2015)
- 63  Menin (1957-1964)
- 51  Bondi (1953-1959)
- 51  Buson Gianni (1972-1980)
- 51  Levorato (1957-1962) (1963-1966) (1968/69)
- 46  Chino Lino (1953-1961) (1963/64)
- 41  Fabris Tomas (2002-2008)
- 39  Silvestrini Andrea (2000-2004)
- 38  Novello II (1958-1962) (1963/64)
- 36  Bigatello Giovanni "Boega" (1949-1953) (1957-1962)
- 35  Olivo (1946-1948)
- 34  Frison Davide (1997/98) (2001/02) (2005/06)
- 34  Mariani (1950-1952) (1954-1956)
- 32  Molin Andrea (1991-1993)
- 32  Monetti Enrico (2015-2019)
- 31  Mazzucato Marco (2006-2008)
- 31  Tumiati Giancarlo (1973-1977)
- 29  Penna Matteo (1986-1989)
- 27  Inio (1951-1955) (1956-1959)
- 27  Niero Alessandro "Cico" (2009-2011) (2014/15)
- 26  Favaretto Matteo (1996-2000) (2005-2008)
- 25  Gasparini Mattia (2023-2025)
- 25  Spolaore Cristiano (2003-2006)
- 24  Destro Daniele (2005-2008)
- 24  Scroccaro (1950/51) (1961/62)
- 23  Tamburini (1947-1953)
- 22  Bisso Sergio (1965/66) (1970-1978)
- 22  Cagnin Alberto (1980-1983)
- 22  Cisco (1977-1980)
- 22  Molinari Alessio (1989-1991)
- 21  Pulzato Andrea (1991-1994)
- 19  Cornaglia (1946-1948)
- 19  De Pol (1946-1948) (1959-1961)
- 19  Favaro Davide (2011-2013)
- 18  Birello (1956-1959) (1960-1964)
- 18  Bortotti Marco  (2000-2003) (2005-2008) (2013/14)
- 18  Conficconi (1965-1967)
- 18  Menorello (1966-1969)
- 18  Romano Rocco (1986-1988)
- 18  Rossi Lorenzo (2017-2022)
- 18  Tiengo (1949/50)
- 17  Basana (1949-1953)
- 17  Danesin (1962-1966)
- 17  Gelain Giancarlo (1975-1980)
- 17  Giora (1967-1969)
- 17  Pellizzaro II (1954/55) (1956-1959)
- 16  Baldan Thomas  (2013/14)
- 16  Fantin Omar (2008/09) (2010/11)
- 16  Martignon (1962-1965)
- 16  Tozzato Paolo (1988-1993) (1994-1998)
- 15  Babato (1968-1970)
- 15  Pittaro Michele (2012/13) (2015-2019)
- 14  Martellato Guerrino (1963/64) (1965-1968) (1969/70)
- 14  Sartorel (1964-1971)
- 14  Zabeo I Luigi "Veiro" (1960-1965)
- 13  Bianco (1969-1971)
- 13  Canton Simone (2016/17) (2018/19)
- 13  Ercolin Fabio (1984-1989)
- 13  Ircando Davide (1999-2001)
- 13  Mantoan (1955/56)
- 13  Molinari Federico (2004-2008)
- 13  Tonin Alessandro (1995-2000)
- 12  Bezze Alessio (2024-2026)
- 12  Briard (1947-1949)
- 12  Cesaro (1960-1967)
- 12  Danna (1971-1975)
- 12  Ronchin Simone (2007-2012)
- 12  Seffusati (1949/50) (1951-1954)
- 12  Trevisani Giorgio (1969-1974)
- 11  Agostini (1951-1953)
- 11  Ballarin Federico (2012-2013)
- 11  Baro Benetti Andrea (2019/20) (2021/22) (2023/24)
- 11  Chiappolin (1962/63) (1964-1966)
- 11  Danieli (1953/54) (1957/58) (1960/61)
- 11  Fonti Gianfranco (1981-1983)
- 11  Poletto (1947-1949) (1951/52) (1953-1956) (1958-1961)
- 10  Biancato Fabiano  (2013/14) (2019-2021)
- 10  Caberlotto (1948-1953)
- 10  Mantovani Alberto (2021-2023)
- 10  Rigato Alberto (2014-2026)
- 10  Rode Marko (2023-2026)
- 10  Serena (1955-1959)
- 10  Ziliotto (1946/47) (1948/49) (1950-1951)

## Palmarès

### Competizioni interregionali
- Promozione: 1

1951-1952 (girone A)

### Competizioni regionali
- Promozione: 3

1973-1974 (girone B), 1991-1992 (girone B), 2013-2014 (girone C)
- Prima Categoria: 2

2005-2006 (girone F), *** 2019-2020 (girone E)***

## Statistiche e record

### Partecipazione ai campionati nazionali
| Livello | Categoria                 | Partecipazioni | Debutto   | Ultima stagione | Totale |
| ------- | ------------------------- | -------------- | --------- | --------------- | ------ |
| 1°      | Prima Categoria           | 1              | 1920-1921 | 1920-1921       | 1      |
| 2°      | Promozione                | 4              | 1914-1915 | 1921-1922       | 8      |
| 2°      | Seconda Divisione         | 4              | 1922-1923 | 1925-1926       | 8      |
| 3°      | Seconda Divisione         | 3              | 1926-1927 | 1928-1929       | 7      |
| 3°      | Prima Divisione           | 2              | 1930-1931 | 1931-1932       | 7      |
| 3°      | Serie C                   | 2              | 1946-1947 | 1947-1948       | 7      |
| 4°      | Seconda Divisione         | 2              | 1929-1930 | 1932-1933       | 20     |
| 4°      | Prima Divisione           | 3              | 1938-1939 | 1945-1946       | 20     |
| 4°      | Promozione Interregionale | 4              | 1948-1949 | 1951-1952       | 20     |
| 4°      | IV Serie                  | 5              | 1952-1953 | 1956-1957       | 20     |
| 4°      | Interregionale            | 2              | 1957-1958 | 1958-1959       | 20     |
| 4°      | Serie D                   | 4              | 1974-1975 | 1977-1978       | 20     |
| 5°      | Serie D                   | 3              | 1978-1979 | 1980-1981       | 6      |
| 5°      | Interregionale            | 3              | 1981-1982 | 1983-1984       | 6      |

### Partecipazione ai campionati regionali
| Livello | Categoria       | Partecipazioni | Debutto   | Ultima stagione | Totale |
| ------- | --------------- | -------------- | --------- | --------------- | ------ |
| I       | Prima Categoria | 11             | 1959-1960 | 1969-1970       | 28     |
| I       | Promozione      | 6              | 1970-1971 | 1985-1986       | 28     |
| I       | Eccellenza      | 11             | 1992-1993 | 2025-2026       | 28     |
| II      | Terza Divisione | 1              | 1934-1935 | 1934-1935       | 28     |
| II      | Promozione      | 22             | 1991-1992 | 2024-2025       | 28     |
| II      | Prima Categoria | 5              | 1986-1987 | 1990-1991       | 28     |
| III     | Prima Categoria | 2              | 2005-2006 | 2019-2020       | 2      |